# Guerra gòtica (395-398)
La guerra gòtica succeïda entre els anys 395 i 398 va ser un conflicte lliurat a la península dels Balcans i que va enfrontar als gots dirigits per Alaric contra les parts oriental i occidental de l'Imperi Romà. Va començar amb la rebel·lió dels gots assentats en Mèsia, com a foederati dins de l'Imperi Romà des de la finalització de l'anterior guerra dels anys 376 i 382. Aquests, buscant unes millors condicions, van proclamar a Alaric, qui també ambicionava un lloc important dins de l'exèrcit romà, com el seu rei.
Els gots es van dirigir cap a Constantinoble mentre sembraven la destrucció al seu pas. Davant la dificultat de prendre la capital i després d'un acord amb Rufí, es van dirigir cap a l'oest i van continuar amb el seu saqueig. Pel fet que les tropes orientals es trobaven a Àsia Menor, el general occidental Estilicó es va traslladar des d'Itàlia amb un exèrcit per a fer-los front trobant-los a l'Epir.
Va cobrar, llavors, rellevància una qüestió que enfrontava a totes dues meitats de l'Imperi: el control de la prefectura d'Il·líria. La cort oriental va tenir por que una victòria de Estilicó sobre els gots portés als occidentals a controlar aquesta prefectura pel que li van ordenar que es retirés a Itàlia sense atacar-los. Una cosa similar va tornar a succeir quan els gots van saquejar el sud de Grècia. El general romà va tornar amb l'exèrcit occidental i va aconseguir envoltar el seu campament. Novament, els orientals li van ordenar retirar-se i van arribar, fins i tot, a declarar-ho «enemic públic». Davant aquesta perspectiva i pel fet que es va produir un intent d'usurpació a Àfrica, el general romà va retornar a Itàlia.
Sense forces per a vèncer als gots, la cort oriental va arribar a un acord amb ells l'any 398. Van accedir al seu assentament a Il·líria i al nomenament d'Alaric com magister militum d'aquesta prefectura. Aquest acord de pau resultaria, negatiu per a la meitat occidental ja que els gots van obtenir una base des d'on llançarien els seus atacs contra ella a partir de l'any 401.

## Antecedents

### El tractat defoedusdel 382
El 3 d'octubre de l'any 382, l'Imperi Romà va arribar a un acord de pau amb els gots per a finalitzar la guerra que havien lliurat des de l'entrada d'aquest poble en el territori imperial sis anys abans, el 376. Els termes més importants de l'acord van ser que els gots van poder establir-se a la província de Mèsia i governar-se ells mateixos; d'altra banda, oferirien assistència militar a l'Imperi quan aquesta fos requerida. Era la primera vegada en la història de l'Imperi, que un poble bàrbar s'assentava dins les seves fronteres sense quedar subjecte a les lleis imperials.
Els gots, complint amb la seva part, van participar en el conflicte sorgit arran de la usurpació d'Eugeni l'any 392. Teodosi I va semblar acceptar, al principi, les pretensions de l'usurpador però, el 393, va reunir un exèrcit i es va dirigir a Itàlia per a enfrontar-se a ell. El control de l'Imperi es va decidir en la batalla del Frígid el 394. En aquesta batalla, Teodosi va ordenar als gots ocupar una de les posicions més difícils del seu exèrcit pel que van sofrir importants pèrdues.

### La disputa per la Il·líria

L'Imperi romà a la mort de Teodosi. En tons verds la prefectura del pretori de Il·líria la possessió del qual es van disputar les meitats occidental i oriental de l'Imperi.

Teodosi I va morir a l'any següent de la batalla, el 395. Abans de morir va disposar que l'Imperi quedés dividit entre els seus dos fills: Honori, de deu anys, governaria la meitat occidental i Arcadio, de divuit, l'oriental. La curta edat i les escasses aptituds de tots dos germans van fer que quedessin sota la influència d'altres personalitats destacades. En el cas d'Honori va ser el magister militum Estilicó i en el d'Arcadi, el  prefecte del pretori Rufí.
Va sorgir, llavors, una qüestió que tibaria les relacions entre totes dues meitats, la possessió de la prefectura d'Il·líria. Aquesta, estava inclosa dins de l'occidental quan es va dividir l'imperi entre els germans Valentinià I i Valent l'any 364. Havia estat cedida, posteriorment, per Gracià a Teodosi per a facilitar la seva lluita contra els gots. Després de la nova partició de l'Imperi a la mort d'aquest, la meitat occidental reclamava tornar a controlar-la completament, un fet que rebutjava l'oriental. El rerefons d'aquesta disputa superava el mer interès territorial ja que la regió era el principal àrea de reclutament de soldats amb la qual comptava l'Imperi.

## Fases de la Guerra

### Inici de la revolta i atac a Constantinoble
Després del retorn dels gots a Mèsia després de la batalla del Frigid, el malcontent es va estendre entre ells a causa de les enormes pèrdues sofertes. Alaric, qui havia estat el seu comandant durant la batalla, els va conduir a rebel·lar-se contra l'Imperi i va ser proclamat com el seu rei coincidint amb la mort de Teodosi.
Sota el seu lideratge, els gots van sortir de Mèsia i es van dirigir al sud mentre saquejaven les províncies de Tràcia i Macedònia. Van intentar, llavors, atacar la capital Constantinoble i estant acampats a la seva rodalia, van rebre la visita de Rufí. Aquest va negociar amb ells aconseguint que abandonessin el seu objectiu i es dirigissin cap a l'oest.

### Saqueig de Grècia

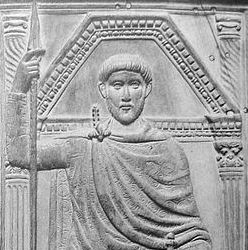
Estilicó, el general que va dirigir les tropes romanes occidentals.

La península balcànica es trobava, en aquest moment, sense tropes romanes pel fet que aquestes estaven rebutjant una invasió dels huns a Àsia Menor i Síria. Estilicó va organitzar, llavors, un exèrcit amb legions occidentals i aquelles de l'exèrcit oriental que havien romàs a Itàlia després de la batalla del Frígid. Es va dirigir per la costa dàlmata fins a arribar prop d'on es trobaven els gots.
A la cort oriental es va estendre la por ja que, si Estilicó vencia als gots, pensaven que aprofitaria per a controlar Il·líria i unir-la a l'Imperi occidental. Rufí va aconsellar a Arcadi que ordenés al general retornar les legions orientals a Constantinoble i retornar amb les occidentals a Itàlia. L'ordre imperial va arribar al campament romà quan estaven preparant un atac contra els gots a la vall de Peneu, atac que tenia bones perspectives d'acabar definitivament amb ells. Estilicó, l'esposa i el fill del qual es trobaven en aquest moment a Constantinoble, va obeir l'ordre i va disposar que les legions orientals es dirigissin a Constantinoble, dirigides pel got Gaines, no sense abans acordar amb ell que donessin mort a Rufino. Quan Arcadi va sortir de la ciutat, al costat de la seva cort, per a rebre a les tropes, Rufí l'acompanyava i es va avançar a saludar als soldats. Llavors, un grup d'aquests li van envoltar i el va matar.
Les tropes d'Alaric, mentrestant, en quedar lliures de l'atac d'Estilicó, van continuar el seu saqueig de Grècia. Van creuar el pas de les Termòpiles sense que les tropes romanes allí estacionades intentessin impedir-ho i van entrar a la província de Acaia. Van saquejar les ciutats de la Beòcia després del que van passar al Pireu on Atenes es va rendir i rebre dins la ciutat a Alaric amb grans honors. Després van continuar estenent la destrucció a Mègara, Corint, Argos i Esparta.
Van romandre al sud de Grècia durant més d'un any sense que el govern d'Arcadi fes res per a enfrontar-se a ells. Davant aquesta situació, Estilicó va organitzar un nou exèrcit i durant la primavera del 397 va creuar el mar Adriàtic i va desembarcar a Corint. Després d'un primer enfrontament victoriós, els romans van aconseguir envoltar el campament got i els van tenir a la seva mercè. A la cort oriental es va tornar a formar, aleshores, un altre cop la por a l'èxit d'Estilicó. Per això Eutropi, nou home fort de la cort oriental, va convèncer a Arcadi perquè ordenés al general abandonar Grècia i retornar a Itàlia. Igualment, el senat de Constantinoble el va declarar «enemic públic». Al mateix temps, es va produir una rebel·lió a la província d'Àfrica que era el principal graner de Roma. Aquesta suma de factors va fer que Estilicó arribés a alguna mena d'acord amb Alaric i tornés a Itàlia amb les seves tropes permetent que els gots es retiressin a l'Epir.

### La rebel·lió de Gildó
Gildó era un militar africà que havia ajudat a Teodosi el Vell a suprimir l'intent d'usurpació de Firm (germà de Gildó). Havia estat nomenat comes Africae i posat al càrrec de la província. Quan va morir l'emperador Teodosi i veient que les relacions entre totes dues corts romanes es deterioraven, va planejar rebel·lar-se i crear un regne africà que posaria sota l'obediència de Constantinoble. Pel fet que la seva proposta va tenir bon acolliment a la cort oriental, a l'estiu del 397, quan Estilicó es trobava a Grècia, va decidir tallar el subministrament de cereal a Roma. La cort occidental va buscar, llavors, alternatives de subministrament a Hispània i la Gàl·lia. Estilicó, ja a Itàlia, va organitzar un exèrcit per a suprimir la rebel·lió que, a la primavera del 398, va enviar al comandament de Mascezel. L'expedició va ser un èxit ja que les tropes de Gildó van refusar lluitar degut, sembla ser, a que era un comandant impopular i al fet que Mascezel va subornar a algun dels seus líders. El rebel va intentar fugir però finalment va ser capturat i executat.

## Final de la guerra i conseqüències
Després d'aconseguir escapar d'Estilicó, els gots es van assentar a l'Epir. L'Imperi oriental no tenia tropes suficients per a fer-los front per si mateix pel que es van avenir, el 398, a acordar una pau amb ells que posés fi a la guerra. Van atorgar a Alaric el títol de magister militum per Illyricum i van consentir l'assentament dels gots a la prefectura d'Il·líria, disputada amb l'Imperi occidental. Amb la prefectura sota el seu control, Alaric va poder saquejar a voluntat les ciutats i els seus arsenals de tal manera que va aconseguir proveir i millorar l'armament de les seves tropes.
El resultat de la contesa tindria, en poc temps, un efecte fatal per a l'Imperi d'occident ja que els gots van obtenir una base veïna al seu territori des d'on van poder emprendre els atacs contra Itàlia durant la següent guerra gòtica a partir de l'any 401.